# Phlyarus bulbicollis
Phlyarus bulbicollis là một loài bọ cánh cứng trong họ Cerambycidae.